# Jeffrey Lay
Jeffrey Lay   (Ottawa, 6 d'octubre de 1969) és un remer canadenc, ja retirat, guanyador d'una medalla olímpica.
El 1996 va prendre part en els Jocs Olímpics d'Estiu d'Atlanta, on guanyà la medalla de plata en la prova del quatre sense timoner lleuger del programa de rem. Formà equip amb Brian Peaker, Dave Boyes i Gavin Hassett.
En el seu palmarès també destaquen dues medalles en el Campionat del món de rem, d'or el 1993 i de bronze el 1997, ambdues en el vuit amb timoner lleuger. També guanyà dues medalles de plata en els Jocs Panamericans de 1995, en el dos i quatre sense timoner lleuger.